# Paulus Oldenborch
Paulus Oldenborch (* in Lübeck; † kurz vor dem 15. August 1436 in Kalmar) war ein Ratssekretär der Hansestadt Lübeck.

## Leben
Paulus Oldenborch bestätigt am 15. August 1401 seiner Mutter und den Testamentsvollstreckern seines Vaters, alles von diesem Ausgesetzte erhalten zu haben. Über seinen Ausbildungsgang und die besuchten Universitäten ist nichts bekannt. Im Zuge der bürgerlichen Unruhen in Lübeck zu Anfang des 15. Jahrhunderts war der Alte Rat der Stadt verwiesen worden und Anfang Mai 1408 von den Bürgern ein Neuer Rat gewählt worden. Im Zuge dieses innerstädtischen Machtwechsels hatten auch die bisherigen Ratssekretäre ihr Amt aufgegeben. So bestellte der Neue Rat im Juni 1408 den Magister Paulus Oldenborch zum Ratssekretär der Stadt. Bei Rückkehr des Alten Rates 1416 blieb er im Amt und war ab 1418 Erster Ratssekretär (Protonotar) Lübecks. 1417/1418 fertigte er eine Abschrift der ältesten Lübecker Ratslinie. Am 29. Januar 1426 immatrikulierte er sich an der Universität Rostock als Lübecker Protonotar. Dabei kann es sich um eine Ehrenimmatrikulation handeln, worauf der vermerkte Gebührennachlass „honoratus est“ hindeutet. Die ehemaligen Lübecker Ratssekretäre und Arbeitskollegen Oldenborchs Dietrich Zukow und Johannes Voß waren beide Professoren der Universität Rostock geworden und in den 1420er Jahren mehrfach Rektoren dieser Universität. Zukow kehrte gar als Syndicus der Hansestadt Lübeck 1433 in den Dienst des Lübecker Rates zurück.
Er verstarb auf einer Gesandtschaftsreise in Südostschweden und wurde in Kalmar am 15. August 1436 bestattet.

## Lübeck
- Friedrich Bruns: Die Lübecker Syndiker und Ratssekretäre bis zur Verfassungsänderung von 1851. in: ZVLGA Band 29 (1938), S. 129